# Вільям Френч Сміт
Вільям Френч Сміт (англ. William French Smith; нар. 26 серпня 1917, Вілтон, Нью-Гемпшир — пом. 29 жовтня 1990, Лос-Анджелес, Каліфорнія) — американський юрист і політик-республіканець.
Він навчався у Каліфорнійському університеті у Лос-Анджелесі (1939) і Гарвардській школі права (1942). Під час Другої світової війни він служив з 1942 по 1946 у резерві ВМС США, де отримав звання лейтенанта.
У 1946 році він приєднався до юридичної фірми Gibson, Dunn & Crutcher LLP у Лос-Анджелесі.
Був генеральним прокурором США при президенті Рональді Рейгані з 1981 по 1985.